# Zdubii Bateti Tare
Zdubii Bateti Tare (укр. Здуби грають голосно) — альбом реміксів та сингл гурту Здоб ші здуб, виданий 1999 року лейблом A&A Records. До альбому увійшли 16 композицій (деякі з яких — кавери на пісні з минулого альбому «Hardcore Moldovenesc»).

## Відеокліп
1999 року було представлено відео до пісні «Zdubii Bateti Tare». На початку відео всі учасники гурту стрибають з «вишки» до басейну, після чого починають грати пісню, при цьому штовхаючись під водою. Відео завершується танцями учасників надворі навколо палаючих вогнів та смолоскипів.

## Список композицій
1. Intro — Joc
2. Nunta Extremala
3. Vai S-amar De Capul Meu
4. Dansuri
5. Haitura
6. Ciobaneasca
7. Tabara Noastra
8. Maria Bues
9. Draga Otee
10. Muzica
11. Zdubii Bateti Tare
12. Hardcore Moldovenesc II
13. Muzica (Forgery Remix)
14. Zdubii Bateti Tare (ремікс)
15. Hardcore Moldovenesc II (ремікс)
16. Zdubii Bateti Tare (DJ Groove ремікс)